# The Kid from Spain
The Kid from Spain is een Amerikaanse filmkomedie uit 1932 onder regie van Leo McCarey.

## Verhaal
Eddie Williams en zijn Mexicaanse vriend Ricardo worden van de universiteit gestuurd, omdat ze in een dronken bui in de meisjesslaapzaal zijn binnengedrongen. Als Eddie bij toeval bij een bankoverval betrokken raakt, dwingen de overvallers hem om hen naar Mexico te brengen. Hij wordt achtervolgd door een agent. Eddie wil zijn arrestatie voorkomen door zich als een Spaanse stierenvechter voor te doen.

## Rolverdeling
| Acteur                 | Personage          |
| ---------------------- | ------------------ |
| Eddie Cantor           | Eddie Williams     |
| Lyda Roberti           | Rosalie            |
| Robert Young           | Ricardo            |
| Ruth Hall              | Anita Gomez        |
| John Miljan            | Pancho             |
| Noah Beery             | Alonzo Gomez       |
| J. Carrol Naish        | Pedro              |
| Robert Emmett O'Connor | Detective Crawford |
| Stanley Fields         | Jose               |
| Paul Porcasi           | Gonzales           |
| Sidney Franklin        | Stierenvechter     |